# Onchocerca
Onchocerca è un genere di nematoda, tra le cui specie appartenenti vi è un parassita che infetta l'uomo, l'Onchocerca volvulus, responsabile dell'oncocercosi, volgarmente detta "cecità fluviale" poiché colpisce persone che vivono nei pressi di corsi d'acqua territorio dei simuliidae, moscerini vettori del parassita. Il numero di contagiati da questo parassita in Africa, America centrale e Sudamerica si aggira attorno ai 40 milioni.

## Lista di specie appartenenti al genere

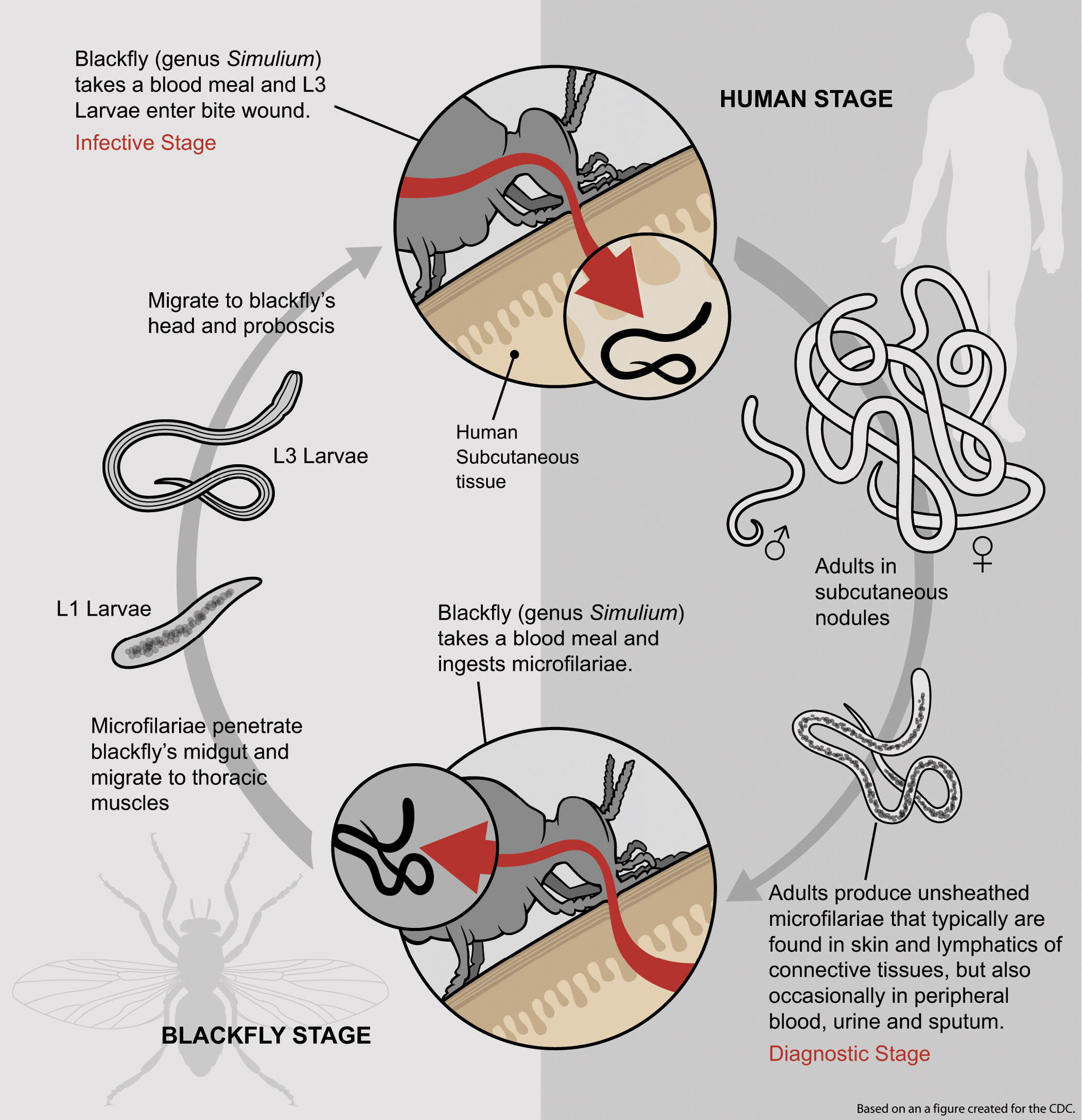
Ciclo vitale del Onchocerca volvulus

- Onchocerca armillata
- Onchocerca cervicalis
- Onchocerca dukei
- Onchocerca fasciata
- Onchocerca flexuosa
- Onchocerca gibsoni
- Onchocerca gutturosa
- Onchocerca jakutensis
- Onchocerca linealis
- Onchocerca lupi
- Onchocerca ochengi
- Onchocerca ramachandrini
- Onchocerca tubingensis
- Onchocerca volvulus